# The Tower (band)
The Tower was een Engelstalige groep rond Boudewijn de Groot (zang en gitaar), die in twee formaties heeft bestaan. In 1968 bij de eerste single: In Your Life (De Groot) / Slow Motion Mind (De Groot, Linda Van Dijk) was de verdere samenstelling: Eelco Gelling (Cuby and the Blizzards) gitaar; Jan Hollestelle bas; Jay Baar (Q65) drums; Herman Deinum (Blues Dimension later Cuby and the Blizzards - Basgitaar) Keyboard.
In 1969 bij de tweede single Captain Decker (De Groot , Simon Vinkenoog) / Steps into space (De Groot , Simon Vinkenoog) was de verdere samenstelling: Eelco Gelling (Cuby and the Blizzards) gitaar; John Schuursma (Rob Hoeke R&B) gitaar; Willem Schoone (Rob Hoeke R&B) basgitaar; Hans Jansen hammondorgel en piano; Cees Kranenburg jr. (The Jumping Jewels) drums.